# Frankie Ford
Frankie Ford (Gretna (Louisiana), 4 augustus 1939 – Gretna, 28 september 2015) was een Amerikaanse rock-'n-roll- en rhythm-and-blues-zanger, vooral bekend van zijn hit "Sea Cruise" uit 1959.

## Biografie
Ford werd geboren in Gretna, nabij New Orleans, aan de overkant van de rivier de Mississippi, en was de geadopteerde zoon van Vincent en Anna Guzzo, die hem Vincent Francis Guzzo Jr. noemden. Hij leerde al op jonge leeftijd zingen en dansen, en sloot zich op de middelbare school aan bij een groep, de Syncopators, als zanger en pianist. Hij werd opgemerkt door manager Joe Caronna, die hem meenam naar Johnny Vincent van Ace Records. Vincent, een producer en A&R man van Specialty Records was in 1954 met zijn eigen label begonnen.
Onder de artiestennaam Frankie Ford nam hij in 1958 in de J&M -studio van Cosimo Matassa zijn eerste singel op voor Ace "Cheatin Woman", een eigen compositie geschreven met Joe Caronna. Hij ging op tournee door Louisiana, voordat hij een vocale overdub opnam op het nummer "Sea Cruise", een nummer geschreven en oorspronkelijk opgenomen door Huey "Piano" Smith met zijn groep de Clowns en zanger Gerri Hall als demo voor Bobby Marchan. In de overdub werden ook klokken en scheepshoorns toegevoegd. Omdat Smith al een plaat in de hitlijsten had en op tournee was, besloot het platenlabel de versie van Ford uit te brengen met "Roberta" als B-kant. "Sea Cruise" piekte op nr 14 op Billboard en op nr 11 in de R&B-hitlijst. De single verkocht meer dan een miljoen exemplaren en behaalde de status van gouden schijf.
Ford was regelmatig op tournee door de VS, maar zijn latere platen waren minder succesvol, waarbij zijn versies van "Alimony" en "Time After Time" alleen de lagere regionen van de nationale hitlijsten bereikten. Hij nam ook een noveltysong op met Mac Rebennack ter ere van een plaatselijke tv-presentator, "Morgus the Magnificent",  maar die werd niet verkocht. Ace bracht het album Let's Take A Sea Cruise With Frankie Ford uit, voordat de zanger eind 1960 naar Imperial Records verhuisde. Hij nam met producer Dave Bartholomew een versie op van "You Talk Too Much", een compositie van Reggie Hall, de zwager van Fats Domino, maar de opname van Ford had concurrentie van de versie van Joe Jones, die vrijwel gelijktijdig werd uitgebracht. In 1961 was Fords versie van Boyd Bennetts hit "Seventeen" uit 1955 Fords laatste hit op de hitlijsten.
Ford werd in 1962 voor het leger opgeroepen en uitgezonden naar de troepen in Japan, Vietnam en Korea. Later nam hij af en toe op voor kleine labels, maar trad vooral op in clubs in en rond New Orleans. Hij verscheen in de film American "Hot Wax" uit 1978 en ging op tournee door Europa, waar hij in 1989 het album New Orleans Dynamo opnam in Londen. Hij bleef opnemen en optreden tot in de jaren negentig. Ford was mede-eigenaar van het platenlabel Briarmeade, dat van de jaren zeventig tot de jaren 2000 verschillende singles en albums van hem uitbracht.
Op 16 mei 2010 werd Ford tijdens de Louisiana Music Homecoming in Erwinville opgenomen in de Louisiana Music Hall of Fame. Hij stierf op 28 september 2015 op 76-jarige leeftijd in Gretna, na een langdurige ziekte.